# Рене Хаусмен
Рене Орландо Хаусмен (19. јул 1953 — 22. март 2018), звани Локо, био је аргентински фудбалер, који је играо као десни крилни играч. На почетку каријере Хаусмен је сматран наследником легендарног крилног играча Омара Корбате, којег многи спортски новинари и данас сматрају најбољим аргентинским крилом.
Изузетно вешт играч, Хаусмен је карактерисао изузетну способност дриблинга, брзине и заблуде на терену.